# Перлини сезону
Перлини сезону - Всеукраїнський Молодіжний Фестиваль, який проводився щорічно з 1995 по 2008 рік. Розпочинався як широкий комплекс заходів і змагань у різноманітних жанрах, але поступово виділився в переважно музичний конкурс. Став помітним явищем у культурному житті України. Допоміг розкритися таким діячам української культури, як: А. Данилко («Вірка Сердючка»)(1996)  та Віктор Євтушенко (1995-1996), М. Одольська, Ю. Юрченко, Барон та «Мюзік степ», гурти «Океан Ельзи», «Морра», «Стоп-Степ», «Криголами», «Імперія страху», «От вінта», «Ла-Манш», дует гумористів «Курам на сміх» (Костянтин Гросман, Сергій Улашев)

## Історія
Фінал першого Всеукраїнського Молодіжного Фестивалю «Перлини сезону» проходив з 10 по 17 листопада 1995 року і був присвячений Всесвітньому Дню молоді та Міжнародному Дню студента. Його засновниками стали Українська Студентська Спілка, «Молодий Рух» та Молодіжний Іноваційний фонд за підтримки державних органів влади та спонсорів. Спочатку фестивальна програма включала досить широкий спектр жанрів та професій: художники, журналісти, актори та режисери, а також артисти розмовного жанру. Музична програма була представлена рок- та попмузикою, а також фольклорними піснями. Крім того, в рамках фестивалю проводилися спортивні змагання, наприклад, Міжнародний студентський турнір з міні-футболу. В 1995 році переможців розмовного жанру нагороджували Народний артист України Анатолій Паламаренко, письменники Олег Чорногуз та Валентин Чемерис. В 1996 році під час гала-концерту на сцені Київського авіаційного інституту лауреатів другого фестивалю нагороджував відомий політик України В'ячеслав Максимович Чорновіл. 
2001 року програма фестивалю скоротилася. Організатори прибрали номінації “українська народна пісня” та “акустична музика”, а номінацію “гумор та сатира” виділили в окремий фестиваль “Діагноз-32”, який відбувся у квітні. Зате додалась нова конкурсна програма для дизайнерів модельєрів P.S. Fashion.
«Перлини сезону 2004» відбувся 16-18 липня в Запоріжжі. Його організаторами були Всеукраїнський молодіжний мистецький центр «Перлини сезону», а також Мистецьке агентство «Перлини сезону». Окрім музичної програми відбувся конкурсний показ колекцій одягу молодих модельєрів P.S. Fashion. Окрім конкурсантів «Перлин сезону-2004», на сцені виступали запорізькі гурти та виконавці. Це переможці фестивалю минулих років та ті, що не брали участь у ньому. Фестивальні дні закривали українські зірки: «Мандри», «Друга ріка», «Тартак».
«Перлини сезону 2008» відбувся 19-20 липня у Запоріжжі. Для участі в конкурсі організатори запросили лише лауреатів минулих років. У роковій частині із 13 учасників до фіналу вийшло 5, а переможцем, як і 2005 року, з великими відривом став гурт Антитіла, який на тлі інших учасників вирізнявся своєю професійністю. 

## Лауреати та дипломанти

### 1995 Поп-музика, розмовний та оригінальний жанри
Лауреати: Живосил Лютич (Василь Лютий)-ІІ місце, гурт «Новий Світ»- ІІІ місце, Віктор Євтушенко (друга премія)

### 1996 Поп-музика, розмовний та оригінальний жанри
Поп-музика:
Лауреати: 1. Юрко Юрченко[джерело?] 2. Марина Одольська (Кам'янець-Подільський)
Розмовний жанр: Андрій Данилко (Вірка Сердючка) (лауреат першої премії) та Віктор Євтушенко (лауреат другої премії)

### 1998
Поп-музика
Лауреати: 1. «Ла манш» (Івано Франківськ) 2. Аня Білоконь (Донецьк) 3. «Хвилю Тримай» (Івано-Франківськ) 4. Руслан Квінта (Київ)
Дипломанти: Олександра (Івано-Франківськ)
Модна молодіжна музика
Лауреати: 1. «Sotger» (Запоріжжя) 2. «Молоді неціловані» (Івано-Франківськ) 3. «ОП» (Луцьк) 4. J.S.J. (Дніпропетровськ)
Дипломанти: «Чорний вересень» (Львів)
Рок-музика
Лауреати: 1. «Nameless» (Тернопіль) 2. «Округ 2000» (Івано-Франківськ) 3. «Жандарми» (Донецьк) 4. «Авагадро» (Львів)
Дипломанти: «Гейзер» (Тернопіль), «Back Country» (Київ), «Віранда» (Київ)

### 1999
Поп-музика
Лауреати: 1. Олександра (Івано Франківськ) 1. Інесса (Київ) 3. Ірина Гриб (Львів) 3. «Грін Джоли» (Івано Франківськ)
Дипломанти: Нестор (Івано-Франківськ), «Небесна копалина» (Київ)
Модна молодіжна музика
Лауреати: 1. «М.S.B.» (Запоріжжя) 2. «Стоп Степ (Дніпропетровськ) 2. „Спідвей“ (Запоріжжя) 3. „З ногою на небі“ (Івано — Франківська область, Коломия) 3. „Паша і др.“ (Івано Франківськ)
Дипломанти: „Транс-Денс“ (Донецьк), Небезпечні» (Чернігів), «Замір» (Київ)
Рок-музика
Лауреати: 1. «От Вінта» (Рівне) 2. «Королівські зайці» (Львів) 3. «Більше» (Донецьк)
Дипломанти: «Яйця Фаберже» (Запоріжжя), «Джек o'Лентерн» (Львів)

### 2000
Поп-музика
Лауреати: 1. Янка Козир (Яна Козира, м. Київ) 2. Есперанца — Надія Назарук (Київ) 2. «Гольфстрім» (Київ) 3. «Подвійна гра» (Волинська область, Нововолинськ) 3. «Великолепный Жора и Фанктастические мастера» (Київ)
Дипломанти: «Елджі» (Івано Франківськ), Орися Дорош (Львів), Антоніна Голощапова (Запоріжжя)
Танцювальна музика
Лауреати: 1. «Хаммерман знищує віруси» (Суми) 2. «Х. В. К.» (Київ) 2. «Радіа-Р» (Полтава) 3. Андрій Князь (Львів)
Дипломанти: «Версаль» (Київ), «Блок живлення» (Запоріжжя)
Рок-музика
Лауреати: 1. «Далеко» (Київ) 2. «Де я ?» (Івано-Франківськ) 2. «Замість пігулок» (Черкаси) 3. «Екстра» (Донецьк) 3. «Альоша Жик» (Дніпропетровськ)
Дипломанти: «Сбей пепел's» (Херсон), «Ті, що падають вгору» (Тернопіль), «Димна суміш» (Чернігів), «Фаберже» (Запоріжжя)

### 2001
Поп-музика
Лауреати: 2. «Елджі» (м. Івано-Франківськ) 3. Сахарова Євгенія (м. Черкаси)
Дипломанти: Куценко Юлія (м. Запоріжжя), Коржинська Юлія (м. Київ), Ельвіра Соловей (м. Чернівці)
Танцювальна музика
Лауреати: 2. «Гуцул Calypso» (м. Чернівці) 3. «Противогаз» (Дніпропетровська область, Нікополь)
Рок-музика
Лауреати: 1. «Оркестр Янки Козир» (м. Київ) 1. «Мандариновий рай» (м. Черкаси) 2. «Наобум» (м. Євпаторія, Крим) 3. «De Shifer» (м. Київ) 3. «Ті, що падають вгору» (м. Тернопіль)
Дипломанти: «Онлайн» (м. Херсон), «ВінС» (м. Київ), «Бронзові гаражі» (м. Київ)

### 2002
Поп-музика
Лауреати: 1. «Kishe» (Київ) 1. Кристина Конечна (м. Київ) 2. ЕФФА — (м. Івано-Франківськ) 3. «Тотем» (Київ) 3. Коржинська Юлія
Дипломанти: Вдовенко Юлія (м. Гола пристань-Київ), "Слега" (Донецьк обл., м. Слов'янськ)
Хіп-хоп
Лауреати: 2. «Ролікс» (Херсон), 2. «Флайzzza» (Луцьк) 3. «F.O.C.» (Запоріжжя)
Дипломанти: «Домінатор» (Житомир), «Язичник project» (м. Київ), «Резонанс» (Полтава)
Рок-музика
Лауреати: 1. «Пупса Кукс» (м. Запоріжжя) 2. «Стан» (м. Кривий Ріг) 2. «Mary Jane» (м. Запоріжжя) 3. «Скай» (Тернопіль) 3. «Замість пігулок» (м. Черкаси)
Дипломанти: Он-лайн (м. Херсон), Split Tale (м. Львів)

### 2003
Поп-музика
Лауреати: 1. «JF» м. Дніпропетровськ) 2."Край неба" (м. Івано-Франківськ) 3. Лівцун Олена (Луганська область м. Кремінна) 3. Пряженніков Олександр (Донецька область м. Маріуполь)
Дипломанти: «Слега» (Донецька область м. Слов'янськ), «Ле-лю-грі» (м. Луганськ)
Рок-музика
Лауреати: 1. «Помаранч» (м. Київ) 2. «Тайн: ши» (м. Дніпропетровськ) 3. «Факультет» (Дніпропетровська обл. м. Дніпродзержинськ) 4. «Карна» (м. Івано-Франківськ)
Дипломанти: «Ніагара» (м. Львів), «BaZZa -R» (Херсонська область м. Каховка)